# Koen Geens
Koen Geens (ur. 22 stycznia 1958 w Brasschaat) – belgijski i flamandzki polityk i prawnik, wykładowca akademicki, od 2013 do 2014 minister finansów, następnie do 2020 minister sprawiedliwości, od 2019 do 2020 również wicepremier i minister spraw europejskich.

## Życiorys
Absolwent prawa na Katolickim Uniwersytecie w Leuven (1980), rok później uzyskał magisterium na Harvard University. W 1986 na macierzystej uczelni obronił doktorat. Zawodowo związany z KU Leuven, w 1986 objął stanowisko wykładowcy, w 1993 otrzymał pełną profesurę. W 2009 objął stanowisko dziekana jednego z wydziałów. Zajął się także prowadzeniem praktyki prawniczej, w 1994 był wśród założycieli firmy prawniczej Eubelius. Uzyskiwał członkostwo w różnych organizacjach prawniczych, instytutach naukowych i ciałach doradczych, pełniąc w nich także funkcje kierownicze.
Od 2007 do 2009 był szefem gabinetu politycznego premiera Flandrii Krisa Peetersa. W marcu 2013 z rekomendacji CD&V został powołany na stanowisko ministra finansów w rządzie Elia Di Rupo. W maju 2014 z listy flamandzkich chadeków wybrany do Izby Reprezentantów. W październiku tego samego roku w nowym gabinecie, na czele którego stanął Charles Michel, został ministrem sprawiedliwości. W grudniu 2018 przejął dodatkowo obowiązki dyrektora do spraw budownictwa. W 2019 uzyskał reelekcję w wyborach do niższej izby federalnego parlamentu.
W czerwcu 2019 Kris Peeters ustąpił z funkcji rządowych ze skutkiem na 1 lipca w związku z wyborem do Europarlamentu. Koen Geens otrzymał wówczas dodatkowo nominację na stanowisko wicepremiera. Pozostał na dotychczasowych stanowiskach rządowych, gdy w październiku 2019 na czele przejściowego gabinetu stanęła Sophie Wilmès. W listopadzie, w związku z odejściem Didiera Reyndersa do Komisji Europejskiej, przejął dodatkowo obowiązki ministra spraw europejskich. Ponownie mianowany na dotychczasowe funkcje w marcu 2020, gdy Sophie Wilmès utworzyła swój drugi rząd. Zakończył urzędowanie w październiku 2020.